# Peter Boss
Peter Boss (ur. 29 sierpnia 1975 roku w Narragansett) – amerykański kierowca wyścigowy.

## Kariera
Boss rozpoczął karierę w międzynarodowych wyścigach samochodowych w 1997 roku od startów w trzech wyścigach edycji zimowej Formuły Vauxhall, gdzie jednak nie zdobywał punktów. W późniejszych latach Amerykanin pojawiał się także w stawce Barber Dodge Pro Series, Skip Barber Formula Dodge Southern Race Series, Skip Barber Southern Regional Series, Grand American Rolex Series, 24-godzinnego wyścigu Daytona, American Le Mans Series, European Le Mans Series, Europejskiej Formuły 3000 (siódma pozycja w 2003 roku), Porsche Supercup oraz 12-godzinnego wyścigu Sebring.